# Naim Frashëri

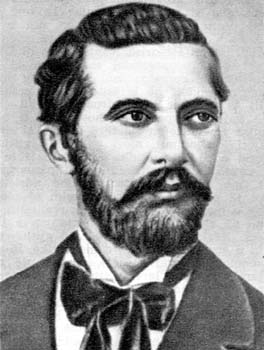
Naim Frashëri (um 1900)

Naim Frashëri (* 25. Mai 1846 in Frashër, Osmanisches Reich, heute Albanien; † 20. Oktober 1900 in Kizil Toprak, Kadıköy, Osmanisches Reich, heute Türkei) war ein albanischer Schriftsteller. Für die albanische Nationalliteratur ist er der bedeutendste Autor des 19. Jahrhunderts und der Nationalbewegung Rilindja. Bis heute ist er ein häufig gelesener Klassiker.

## Leben
Aus dem Süden Albaniens stammend, erhielt er seine erste Ausbildung an der Frashër-Tekke des Bektaschi-Ordens. 1865 zog Frashëris Familie nach Ioannina (albanisch Janina) in Griechenland um, wo er gemeinsam mit seinem jüngeren Bruder Sami das Gymnasium Zosimea besuchte und 1869 mit Erfolg abschloss.
Naim Frashëri trat dann in den osmanischen Staatsdienst ein. In Istanbul war er 1870 einige Monate im Amt für das Druckwesen beschäftigt. Eine Tuberkulose-Erkrankung zwang ihn, aus der Großstadt am Bosporus in das gesündere Klima Südalbaniens zurückzukehren. Er arbeitete zuerst als Steuerbeamter in Berat und dann von 1872 bis 1877 beim Zoll in Saranda. In dieser Zeit schrieb er seine ersten Gedichte, die ab 1885 auch veröffentlicht wurden. Außer auf Albanisch schrieb Frashëri auch auf Türkisch, Persisch und Griechisch. Daneben las er Französisch und Lateinisch. Er war einer der wenigen Männer, denen die literarische Kultur des Westens und des Orients gleichermaßen vertraut und wertvoll war.
Nach Istanbul zurückgekehrt, wurde Frashëri zum wichtigsten Autor der dort erscheinenden albanischen Zeitschriften Dituria (1884–85) und Drita (nach 1885), die von seinem Bruder Sami Frashëri geleitet wurden. Er verfasste nicht nur Poesie, sondern auch Texte, die in den ersten albanischsprachigen Schulen für den Unterricht genutzt werden sollten. Seinen Lebensunterhalt verdiente der Dichter aber im Dienst des türkischen Unterrichtsministeriums, dessen Kommission für Buchdruck (=Zensurbehörde) er leitete. Seine Bücher erschienen zumeist in Bukarest, weil der Druck in albanischer Sprache zu dieser Zeit im Osmanischen Reich nicht gestattet war.

## Werk
Naim Frashëri widmete sich vor allem der romantischen Lyrik, die er nach klassischem Muster gestaltete. So ist sein bekanntestes Werk Bagëti e bujqësija (Viehhaltung und Landwirtschaft) an Vergils Bukolika angelehnt.
- Bagëti e bujqësi (Viehhaltung und Landwirtschaft), 1886
- Luletë e verësë (Die Blumen des Sommers), 1890
- Fletore e Bektashinjet, 1896 (Erläuterung der Bektashi-Traditionen)
- Istori' e Skënderbeut (Die Geschichte Skanderbegs), 1898
- Qerbelaja, 1898 (Ein Poem über die Schlacht von Kerbela und den Imam Hussein)

## Ehrungen

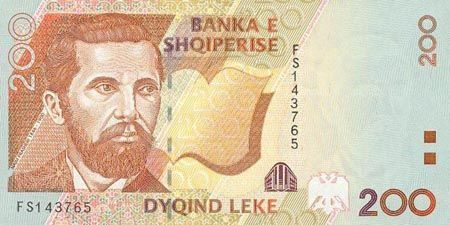
200-Lek-Schein mit Naim Frashëris Porträt auf der Vorderseite (seit 1997 im Umlauf)

Die sterblichen Überreste Naim Frashëris und die seines Bruders Abdyl wurden 1937 aus Istanbul nach Tirana überführt und in Ehrengräbern bestattet. In Tirana und anderen albanischen Städten gibt es zahlreiche Denkmäler für den Dichter; auch in Bukarest erinnern Statuen an ihn.
Ein Porträt Naim Frashëris ist auf der Vorderseite der albanischen 200-Lek-Banknote abgedruckt.